# Селва-Каза Мартини (Модена)
Селва-Каза Мартини је насеље у Италији у округу Модена, региону Емилија-Ромања.
Према процени из 2011. у насељу је живело 142 становника. Насеље се налази на надморској висини од 722 м.